# شیطان کش: کیمتسو نو یائیبا - به سوی تمرین هاشیرا
شیطان کش: کیمتسو نو یائیبا - به سوی تمرین هاشیرا (ژاپنی: 鬼滅の刃 柱稽古編 هپبورن: Kimetsu no Yaiba Hashira Geiko-hen) یک فیلم سینمایی انیمه در ژانر خیال‌پردازی تاریک اکشن به کارگردانی هارو سوتوزاکی است که بر اساس آرک‌های داستانی «روستای شمشیرسازی» و «تمرین هاشیرا» از سری  مانگای شیطان کش: کیمتسو نو یائیبا اثر کویوهارو گوتوگه به رشته تحریر درآمده است. این فیلم مستقیماً دنبالهٔ فصل سوم مجموعه تلویزیونی انیمه و همچنین سومین اقتباس سینمایی پس از قطار موگن (۲۰۲۰) و به سوی روستای شمشیرسازی (۲۰۲۳) به‌شمار می‌رود. فیلم‌نامه فیلم به عهده کارکنان یوفوتیبل، و تهیه‌کننده آن یوفوتیبل با همکاری انیپلکس بوده است.
به سوی تمرین هاشیرا در ۲ فوریه ۲۰۲۴ توسط توهو و انیپلکس در ژاپن منتشر شد. این فیلم نیز مانند قسمت قبلی خود با واکنش‌های مثبتی از سوی منتقدین همراه بود و توانست بیش از ۴۴ میلیون دلار در سراسر جهان فروش کند. یک سه‌گانه فیلم دنباله تحت نام شیطان کش: کیمتسو نو یائیبا - فیلم: قلعهٔ ابدیت، که وقایع آن بعد از اتفاقات پیشین فصل چهارم روایت می‌شود، در دست ساخت است.